# Дамбах (Баварска)
Дамбах (њем. Dammbach) општина је у њемачкој савезној држави Баварска. Једно је од 32 општинска средишта округа Ашафенбург. Према процјени из 2010. у општини је живјело 1.851 становника. Посједује регионалну шифру (AGS) 9671160.

## Географски и демографски подаци
Дамбах се налази у савезној држави Баварска у округу Ашафенбург. Општина се налази на надморској висини од 220 метара. Површина општине износи 32,9 km². У самом мјесту је, према процјени из 2010. године, живјело 1.851 становника. Просјечна густина становништва износи 56 становника/km².